# Budanggeorae
The Unjust (en coreà 부당거래 Budanggeorae; lit. "Mal acord" o "Comerç deslleial") és una pel·lícula d’acció criminal de Corea del Sud de 2010 dirigida per Ryoo Seung-wan. És una denúncia fosca i amarga de la corrupció en el sistema de justícia de Corea del Sud.
Va ser un èxit de crítica i comercial, amb 2,7 milions d'entrades a la taquilla i guanyant diversos premis, entre ells el de millor pel·lícula, millor director i millor guió als 32ns Premis Drac Blau.
Aquesta és la cinquena col·laboració del director Ryoo Seung-wan amb el seu germà petit, l'actor Ryoo Seung-bum. Els actors principals Hwang Jung-min i Ryoo Seung-bum van treballar anteriorment junts a Bloody Tie (2006).

## Argument
Després de la violació i l'assassinat de 5 noies de primària, un crim que molesta profundament a tot el país, un sospitós que fuig és disparat i assassinat per la policia. Això condueix a una publicitat negativa perquè no es pot provar la culpabilitat del sospitós i l'agressor real encara pot estar en llibertat. Sota la pressió de la Casa Blava, un alt funcionari de la policia assigna a Choi, un capità de policia, una missió molt delicada, és a dir, trobar un antic violador infantil que pugui assumir la culpa. A Choi, a canvi, se li promet un ascens i el tancament d'una investigació interna contra ell, causada pel fet que el seu cunyat va rebre diners de Jang, un empresari corrupte. Mentrestant, un fiscal corrupte anomenat Joo cancel·la els càrrecs penals, provocats per una investigació liderada per Choi, contra un empresari corrupte anomenat Kim, que també és el rival de Jang en una oferta per a un acord de construcció.
Choi cerca diversos perfils de violadors i, després d'haver decidit en Lee, un conductor d'autobús escolar, recluta a Jang i als seus secuaços perquè el segrestin i l'ensenyin sobre com s'ha de lliurar la confessió. Al mateix temps, Jang fa fotografies de Kim i Joo jugant a golf i fa que un sequaç s'acosti a Kim i l'assassini. Les fotografies s'envien per correu a Joo per assegurar-se que Jang mai serà processat. A la comissaria de policia, a Lee se li nega la immunitat contra la pena de mort i, com a tal, renega de l'acord i li diu a Joo la veritat. Com a resposta, Jang envia l'esbirre anterior a arrestar i assassinar a Lee des de la presó. Això fa que Joo estigui furiós i investiga en Choi, amb l'ajuda d'un periodista corrupte, trobant proves de la seva associació amb Jang. Choi, en resposta, demana a Joo que no arruïni la seva carrera, i els dos accepten una treva.
Mentrestant, Jang, que està cansat de ser extorquit per Choi, ha guardat les gravacions de la sessió d'entrenament de Lee i a canvi li fa xantatge a Choi. Choi reacciona assassinant Jang amb un ascensor equipat i preten per fer les paus amb l'assistent de Jang abans d'assassinar-lo també. No obstant això, aquest incident és vist pel tinent de Choi, que lluita amb Choi i intenta aturar-lo. Durant la lluita, Choi mata accidentalment el seu tinent, i després va apunyalar el cadàver amb un ganivet, de manera que la policia assumeix que l'assistent de Jang i el tinent es van matar mútuament. Quan Choi rep la seva promoció i la família del tinent plora, els subordinats de Choi es tornen sospitosos i capturen en privat un altre dels sequaços de Jang, que va exercir de videògraf de Jang i que va gravar la mort de Jang i la baralla posterior. Irònicament, les proves d'ADN tenen èxit en el cos d'una de les noies esmentades anteriorment, i s'ha demostrat que Lee és l'autèntic atacant durant tot el temps. Tanmateix, els subordinats publiquen el vídeo de l'entrenament per demostrar la connexió de Choi amb Jang i, a més, ordenen a l'esbirre de Jang que embosqui a Choi en una casa de carnals i l'assassini per venjança. L'escena final revela que també van publicar les fotografies del golf, però malgrat que els mitjans de comunicació informen que es presentaran càrrecs, Joo es reuneix amb el seu sogre, un alt funcionari que li assegura amb calma que tot anirà bé.

## Repartiment
- Hwang Jung-min...Capità de policia Choi Cheol-gi
- Ryoo Seung-bum... Fiscal (D.A.) Joo Yang
- Yoo Hae-jin... Gàngster/home de negocis Jang Seok-gu
- Chun Ho-jin...Cap de l'Oficina de Policia Kang
- Shin Soo-yeon...Tae-ra
- Ma Dong-seok...Tient de policia Ma Dae-ho
- Woo Don-gi... Lee Dong-seok, el boc expiatori
- Jo Yeong-jin ... president de TK Kim Yang-su
- Jung Man-sik...Assistent D.A
- Lee Sung-min... Fiscal en cap/D.A.
- Kim Su-hyeon... Soo-il
- Gu Bon-woong... Yoon-jjang
- Kim Min-jae...El detectiu Lee
- Lee Hee-joon... Detectiu Nam
- Oh Jung-se...El periodista Kim
- Lee Jong-ju...Representant Goh
- Baek Seung-ik... assassí
- Song Sae-byeok... el cunyat de Cheol-gi
- Vés Seo-hee... la germana petita de Cheol-gi
- Kwak Ja-hyeong... Detectiu Kwak
- Jo Jong-geun...El detectiu Jo
- Kim Gi-cheon... vell inspector
- Lee Do-hyeon... jove inspector
- Hwang Byeong-guk ... advocat defensor
- Lee Kyoung-mi... examen forense
- Kim Weon-beom... líder d'esquadra Park
- Kang Hyeon-joong... membre de l'esquadra
- Jo Ha-seok... membres de l'esquadra
- Lee Mi-do...la dona de Dong-seok
- Park Ha-yeong...filla de Dong-seok
- Kim Seung-hun... Yu Min-cheol
- Jung Jin-gak... President de Corea del Sud
- Kim Hye-ji... la dona de Joo Yang
- Park Seo-yeon...l'amfitriona de Joo Yang
- Kang Hae-in... L'amfitriona del reporter Kim
- Ahn Gil-kang... líder d'equip
- Lee Chun-yeon... Cap de l'Agència Nacional de Policia
- Lee Joon-ik...President Jeong
- Jo Cheol-hyeon ... inversor de Haedong
- Oh Seung-hyeon... inversor de Haedong

## Festivals de cinema
The Injust s'ha projectat a nombrosos festivals de cinema d'arreu del món, inclòs a la Secció Panorama del 61è Festival Internacional de Cinema de Berlín, el Festival Internacional de Cinema de Hong Kong, el Festival Internacional de Cinema de Xangai, el New York Asian Film Festival, el FanTasia, el Festival Internacional de Cinema de Hawaii, el Festival Internacional de Cinema de Vladivostok - Meridià del Pacífic, el XLIV Festival Internacional de Cinema Fantàstic de Catalunya, el London Korean Film Festival, i el Festival de cinema de l'Extrem Orient d’Udine.

## Premis i nominacions
| Any  | Premi                                                        | Categoria                            | Receptor                  | Resultat  |                         |
| ---- | ------------------------------------------------------------ | ------------------------------------ | ------------------------- | --------- | ----------------------- |
| 2010 | 13th Director's Cut Awards                                   | Millor director                      | Ryoo Seung-wan            | Guanyador | [ 22 ] [ 23 ]           |
| 2011 | 5ns Asian Film Awards                                        | Millor actor secundari               | Ryoo Seung-bum            | Nominat   | [ 24 ] [ 25 ]           |
| 2011 | 5ns Asian Film Awards                                        | Millor guió                          | Park Hoon-jung            | Nominat   | [ 24 ] [ 25 ]           |
| 2011 | 2ns Premis d'Art i Cultura de Seül                           | Millor director de pel·lícula        | Ryoo Seung-wan            | Guanyador | [ 26 ] [ 27 ] [ 28 ]    |
| 2011 | 47ns Baeksang Arts Awards                                    | Millor pel·lícula                    | The Unjust                | Nominat   |                         |
| 2011 | 47ns Baeksang Arts Awards                                    | Millor director                      | Ryoo Seung-wan            | Nominat   |                         |
| 2011 | 47ns Baeksang Arts Awards                                    | Millor actor                         | Ryoo Seung-bum            | Nominat   |                         |
| 2011 | 47ns Baeksang Arts Awards                                    | Millor guió                          | Park Hoon-jung            | Nominat   |                         |
| 2011 | 15è FanTasia                                                 | Millor actor                         | Hwang Jung-min            | Guanyador | [ 29 ] [ 30 ] [ 31 ]    |
| 2011 | 15è FanTasia                                                 | Millor actor                         | Ryoo Seung-bum            | Guanyador | [ 29 ] [ 30 ] [ 31 ]    |
| 2011 | 15è FanTasia                                                 | Millor guió                          | Park Hoon-jung            | Guanyador | [ 29 ] [ 30 ] [ 31 ]    |
| 2011 | 20th Buil Film Awards                                        | Millor pel·lícula                    | The Unjust                | Nominat   | [ 32 ] [ 33 ]           |
| 2011 | 20th Buil Film Awards                                        | Millor director                      | Ryoo Seung-wan            | Nominat   | [ 32 ] [ 33 ]           |
| 2011 | 20th Buil Film Awards                                        | Millor actor                         | Ryoo Seung-bum            | Guanyador | [ 32 ] [ 33 ]           |
| 2011 | XLIV Festival Internacional de Cinema Fantàstic de Catalunya | Millor pel·lícula (Secció Casa Asia) | The Unjust                | Guanyador | [ 19 ] [ 34 ]           |
| 2011 | 48ns Grand Bell Awards                                       | Millor pel·lícula                    | The Unjust                | Nominat   |                         |
| 2011 | 48ns Grand Bell Awards                                       | Millor director                      | Ryoo Seung-wan            | Nominat   |                         |
| 2011 | 48ns Grand Bell Awards                                       | Millor actor secundari               | Yoo Hae-jin               | Nominat   |                         |
| 2011 | 48ns Grand Bell Awards                                       | Millor guió                          | Park Hoon-jung            | Nominat   |                         |
| 2011 | 48ns Grand Bell Awards                                       | Millor muntatge                      | Kim Sang-bum, Kim Jae-bum | Nominat   |                         |
| 2011 | 48ns Grand Bell Awards                                       | Millor planificació                  | Koo Bon-han               | Nominat   |                         |
| 2011 | 32nd Blue Dragon Film Awards                                 | Millor pel·lícula                    | The Unjust                | Guanyador | [ 6 ] [ 7 ] [ 8 ] [ 9 ] |
| 2011 | 32nd Blue Dragon Film Awards                                 | Millor director                      | Ryoo Seung-wan            | Guanyador | [ 6 ] [ 7 ] [ 8 ] [ 9 ] |
| 2011 | 32nd Blue Dragon Film Awards                                 | Millor actor secundari               | Yoo Hae-jin               | Nominat   | [ 6 ] [ 7 ] [ 8 ] [ 9 ] |
| 2011 | 32nd Blue Dragon Film Awards                                 | Millor guió                          | Park Hoon-jung            | Guanyador | [ 6 ] [ 7 ] [ 8 ] [ 9 ] |
| 2011 | 32nd Blue Dragon Film Awards                                 | Millor director de fotografia        | Chung Chung-hoon          | Nominat   | [ 6 ] [ 7 ] [ 8 ] [ 9 ] |
| 2011 | 32nd Blue Dragon Film Awards                                 | Millor il·luminació                  | Bae Il-hyeok              | Nominat   | [ 6 ] [ 7 ] [ 8 ] [ 9 ] |